# Džemal Berberović
Džemal Berberović (Sarajevo, 5 novembre 1981) è un ex calciatore bosniaco, di ruolo difensore o centrocampista.

## Carriera
Ha iniziato la sua carriera nelle giovanili della squadra della sua città natale lo Sarajevo, squadra cui ha disputato 114 incontri dal 1999 al 2002.
All'età di ventidue anni ha firmato un contratto con la squadra tedesca del Bayer Leverkusen, ma non ha giocato in partite ufficiali in Fußball-Bundesliga. Nel 2004 è stato ceduto in prestito allo VfL Osnabrück.
Nel gennaio 2005 è rientrato per sei mesi in Bosnia ed Erzegovina a Sarajevo, dove ha giocato come capitano. Nel giugno 2005 ha abbandonato la massima divisione bosniaca e si è trasferito al Litex Loveč con cui ha vinto una Coppa di Bulgaria.
Nel gennaio 2009 è stato acquistato dalla squadra turca del Denizlispor Kulübü.

## Palmarès

### Club

#### Competizioni nazionali
- Coppa di Bulgaria: 1

Litex Loveč: 2008